# Lechia (korporacja)
Konwent "Lechia" Korporacja Studentów Uczelni Poznańskich, w skrócie K! Lechia – polska korporacja akademicka, powstała 15 czerwca 1920 r. w Poznaniu.

## Dewiza i barwy
Założyciele przyjęli dewizę „Honor i Ojczyzna” oraz barwy, w pierwszym okresie modrakowo-biało-seledynowe. Od 1921, na prośbę Korporacji Arkonia, barwę seledynową zastąpiła barwa pomarańczowa. Lechia była jedną z korporacji założycielskich Związku Polskich Korporacji Akademickich.

## Działalność
W okresie PRL korporacja nie mogła prowadzić normalnej działalności na uczelniach. Pierwszą próbę reaktywacji podjęła grupa studentów UAM w 1990, jednak zakończyła się ona porażką. Udanej reaktywacji dokonano ostatecznie 18.12. 1993 r. w ramach afiliowania przy Akademii Ekonomicznej w Poznaniu. Obecnie skupia studentów i absolwentów kilku wyższych szkół w Poznaniu (głównie studentów UEP).